# 漫画ゴラクネクスター
『漫画ゴラクネクスター』（まんがゴラクネクスター）は、かつて存在していた日本文芸社発行の月2回刊漫画雑誌。

## 概要
1997年9月創刊。毎月第2、第4火曜日発売。『週刊漫画ゴラク』の増刊誌であり、『週刊漫画ゴラク』、『別冊漫画ゴラク』、『漫画ゴラクネクスター』の3冊で、それぞれ週刊・隔週刊・月刊という体勢を取っていた。『これが劇画。これがエンターテイメント。』『徹底エンターテイメント劇画誌』というキャッチコピーが特徴。『天王寺大×渡辺みちお』の『白竜』で知られ、『白竜』が表紙になることも多かった。
2007年12月26日に発売された2008年2月号で休刊。休刊になった後は『週刊漫画ゴラク』、『別冊漫画ゴラク』に移動する作品が一部あった。

## 主な連載作品

### あ行
- アウトコース（押川雲太朗）
- 甘噛み三四郎（間宮聖士）
- 犬の生活（永松潔）
- インドへ馬鹿がやってきた（山松ゆうきち）
- 浮き世風呂（ラズウェル細木）
- 撮!（マーチン角屋×武田正敏）
- 海の見える場所（張慶二郎）
- 駅前スパイチャーリー（北村永吾）
- EDGE（日高トモキチ）
- エロせん（神原則夫）
- エロ本探偵安藤茂の事件簿（神原則夫）
- 遠隔操作（岬ゆきひろ）
- お母さん星見つけた（ヤマダリツコ）

### か行
- 火災調査官（鍋島雅治×田中つかさ）
- かたぐるま（大原なち）
- KACHIRI（加藤唯史）
- かっ鳶五郎（本沢たつや)
- がぶノミ荒矢（村田ひろゆき）
- カンケツ（のんた丸孝）
- 喰いしん坊!（土山しげる）
- 雲をつかめ（高岡レオ×山口正人）
- 傑作古典落語（佐藤ヒロシ）
- Go-ing（富田安紀良）
- 極楽シスター（雨宮淳）
- ゴラクTV（日高トモキチ）

### さ行
- 疾風の虎（池辺かつみ）
- ジャングルショウ（のんた丸孝×原恵一郎）
- シューター（石田豊×伊賀和洋）
- SUGARPOT（佐藤ヒロシ）
- 純!（倉田よしみ）
- 食キング（土山しげる）
- シラビソの花-天保女敵討始末-（荒仁×神田たけ志）
- 新宿イエス（本沢たつや）
- スクラップ!（三田紀房）
- スパイスビーム（深谷陽）
- 性豪どん（とがしやすたか）
- セメントBOY（岡村茂）
- それがどおした（きくち正太）

### た行
- タイガーパンチ（押川雲太朗）
- 大吉蕎麦（橋本孤蔵×城戸レイ）
- 種男（間宮聖士）
- 旅する胃袋（ラズウェル細木）
- 弱虫（チンピラ）（立原あゆみ）
- 土田くんてアレですね!（永野のりこ）
- 帝都千夜一夜（東元）
- デッドオアラブ（林ひろし×内山まもる）
- 天牌列伝（来賀友志×嶺岸信明）
- どぶ（土山しげる）
- とむらい屋弔次（やまだ浩一）

### な行
- なまはげくん（おおひなたごう）
- 波のり治右ェ門（マーチン角屋）
- 任侠・ちんちろりん（大滝欽也）

### は行
- パウロの方舟（石原信一×もりやてつみ）
- 白竜（天王寺大×渡辺みちお）
- 花板（山口正人×荒仁）
- ハリケーントリマー（柳川喜弘）
- 犯罪王国（むとうひろし）
- 秘密ペン隊山越組（ほりえつとむ）
- ファイヤースズキ!!（安彦麻理絵）
- フェイセズ（北村永吾）
- ヘベレケ大魔王（木下刑事）
- ホテルクロスロード（間宮聖士）

### ま行
- まごころギンジくん（田中伸介）
- 南十字星の誘惑（由起二賢）
- ミナミの帝王（天王寺大×郷力也）
- モラルリスク（北村永吾）

### や行
- やぶれかぶれ（石原浩平）

### ら行
- ラ寿司!（ラズウェル細木）
- リスク（笠原倫）
- リベンジャー（大川俊道×山口正人）
- 料して候（荒仁×神田たけ志）
- レディーQ（三浦みつる）